# Sakshi Malik
Sakshi Malik (* 3. September 1992 in Rohtak) ist eine indische Ringerin.

## Biografie
Sakshi Malik kam 1992 als Tochter eines Busschaffners und einer  Leiterin eines Kurhauses auf die Welt. Laut ihrem Vater wollte sie bereits früh Ringerin werden, inspiriert wurde sie durch ihren Großvater Badlu Ram der auch Ringer war. Im Alter von 12 Jahren begann sie mit dem Ringen.
Ihren ersten internationalen Erfolg konnte sie bei der Junioren-Weltmeisterschaft 2010  in Budapest mit dem Gewinn der Bronzemedaille in der Freistil-Klasse bis 58 kg bejubeln.
Vier Jahre später bei den Commonwealth Games in Glasgow konnte sie im Viertelfinale gegen Edwige Ngono Eyia aus Kamerun mit 4:0 gewinnen. Im Halbfinale traf sie auf Braxton Stone aus Kanada, die sie mit 3:1 besiegte. Im Finale verlor sie gegen Aminat Adeniyi aus Nigeria in einem hart umkämpften Kampf und gewann die Silbermedaillen. Bei den Weltmeisterschaften 2014 in Taschkent konnte Malik im Achtelfinale gegen Anta Sambou aus Senegal mit 4:1 gewinnen, unterlag jedoch darauf der Finnin Petra Olli mit 1:3.
Bei den Asienmeisterschaften 2015 in Katars Hauptstadt Doha, Katar, kämpfte Malik in insgesamt fünf Runden in der Klasse bis 60 kg um den dritten Platz und gewann schließlich die Bronzemedaille.
Mit einem Sieg im Halbfinale über die Chinesin Zhang Lan beim olympischen Weltqualifikationsturnier im Mai 2016 konnte sich Malik für die Olympischen Spiele in Rio de Janeiro qualifizieren. Dort gewann sie in der Klasse bis 58 kg ihre Achtelfinal-Kämpfe gegen die Schwedin Johanna Mattsson und die Moldauerin Mariana Cherdivara. Nachdem sie im Viertelfinale gegen die spätere Finalistin Scholobowa aus Russland verlor, qualifizierte sie sich für die zweite Runde, in der sie Pürewdordschiin Orchon aus der Mongolei in ihrem ersten Kampf besiegte. Mit einem 8:5-Sieg über die amtierende asiatische Meisterin Aissuluu Tynybekowa aus Kirgisistan sicherte sich Malik die Bronzemedaille.
Malik ist derzeit bei Indian Railways beschäftigt und ist Teil des JSW Sports Excellence-Programms. Nach ihrem Bronzemedaillensieg in Rio wurde sie vom leitenden Angestellten zum Offiziersrang befördert.
Malik hat einen Master-Abschluss in Leibeserziehung von der Maharshi Dayanand University in Rohtak.
In einem Interview kurz nach den Olympischen Spielen in Rio sagte Malik, dass sie mit Satyawart Kadian, der ebenfalls Ringer ist, verlobt sei und sie heiraten werden. Am 2. April 2017 gaben sich die beiden Ringer in Rohtak das Ja-Wort. Unter anderem war neben dem zweimaligen Olympiamedaillengewinner Sushil Kumar auch der Badmintonspieler P. V. Sindhu als Gast zur Hochzeit eingeladen.